# 阿维奥特
阿维奥特（法語：Avioth，法語發音：[avjɔt]）是法国默兹省的一个市镇，属于凡尔登区。

## 地理
阿维奥特（49°33'59"N, 5°23'27"E）面积6.5 平方千米，位于法国大東部大區默兹省，该省份为法国西北部内陆省份，北与比利时接壤，西接马恩省和阿登省，南至上马恩省和孚日省，东临默尔特-摩泽尔省。
与阿维奥特接壤的市镇（或旧市镇、城区）包括：布勒、蒙梅迪、托讷拉隆、托内勒。

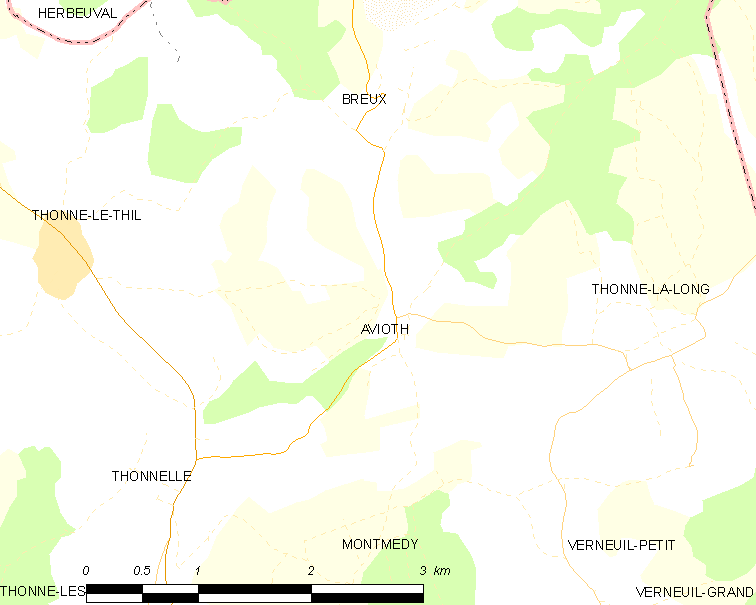
阿维奥特的OSM定位图

阿维奥特的时区为UTC+01:00、UTC+02:00（夏令时）。

## 行政
阿维奥特的邮政编码为55600，INSEE市镇编码为55022。

## 政治
阿维奥特所属的省级选区为蒙梅迪县。

## 人口

1962-2008年间阿维奥特人口变化图示

阿维奥特于2022年1月1日时的人口数量为120人。